# مشفق همدانی
ربیع مشفق همدانی (۱۲۹۱، همدان - ۱۳۸۸، لس آنجلس، کالیفرنیا)، روزنامه‌نگار، مترجم و نویسندهٔ ایرانی بود.

## زندگی
ربیع مشفق همدانی در فروردین ۱۲۹۱ خورشیدی در همدان در یک خانواده یهودی به دنیا آمد پدر او داوود کهن فرزند اسحاق تاجری در همدان بود. پدربزرگ او سه بار به اورشلیم برای زیارت رفته بود و از این رو حاجی اسحاق نام داشت. همدانی تحصیلات مقدماتی را در مدرسه آلیانس همدان به پایان برد و به زبان فرانسه مسلط شد. در زمان انقلاب مشروطه یهودستیزی در همدان شدت یافت و همدانی هم قربانی این اتفاقهای یهودستیزانه بود. به همین دلیل او معتقد بود تنها مدرنیته و دموکراسی ممکن است باعث عدالت و برابری شود. در سن ۱۷ سالگی او از همدان به تهران آمد تا تحصیلات خود را ادامه دهد. برای تأمین مخارج خود او ویولنش را فروخت و به تدریس زبان فرانسه در دارالفنون مشغول شد. او تحصیلات کارشناسی خود را در دانشگاه تهران در رشته فلسفه و علوم تربیتی به پایان برد. تز کارشناسی او ترجمه کتاب بحث‌برانگیز شوپنهاور در مورد زنان به نام فلسفه عشق شوپنهاور بود.

## زندگی شغلی
او پس از پایان دوره عالی دانش‌سرای عالی به کار نویسندگی و ترجمه پرداخت. وی رئیس پیشین خبرگزاری پارس و یکی از پایه‌گذاران بنگاه نشر صفی علیشاه بود (مؤسسه انتشاراتی که به کمک برادران خود تأسیس کرد). تعداد زیادی از کتابهای نویسندگان مشهور دنیا نظیر داستایوفسکی، تولستوی، فلاورت، شوپنهاور و لاکهارت توسط وی ترجمه شد.
در زمان جنگ جهانی دوم مشفق همدانی به سردبیری روزنامه کیهان منصوب شد. او در روزنامه کیهان به طرفداری شدید از محمد مصدق و اصلاحات مورد نظر وی می‌پرداخت. او در همین زمان نشریه کاویان را نیز تأسیس نمود و تبدیل به مهم‌ترین و قدرتمندترین طرفدار مصدق و ملی شدن صنعت نقت گردید. او دستگاه چاپی که می‌توانست صفحه اول نشریه کاویان را رنگی چاپ کند به ایران وارد کرد که تحولی عظیم در صنعت چاپ بود. در سال ۱۹۵۱ میلادی او توسط هری ترومن رئیس‌جمهور آمریکا به همراه جمعی از روشنفکران ایران به آمریکا دعوت شد. مشفق همدانی به همراه مصدق به سازمان ملل رفت و در دفاع از حق ملی شدن صنعت نفت ایران کمک کرد.
با اینکه دادگاه بین‌المللی هاگ به نفع ایران رای داد دولت آمریکا به همراه دولت انگلیس که مصدق را نزدیک به حزب توده می‌دانستند از مصدق حمایت نکردند. بعد از کودتای ۲۸ مرداد و سرنگون شدن دولت مصدق نشریه کاویان مورد حمله قرار گرفت و دفتر آن در آتش سوخت. بیشتر نزدیکان مصدق به جرم همکاری با حزب توده دستگیر شدند. ولیکن همدانی مانند حسین فاطمی مورد خشم قرار نگرفت و تنها مدت کوتاهی زندانی شد. او بعد از کودتا ایران را ترک کرد و دفتر چاپ خود را به دست برادرانش رها نمود. در ۵۰ سال بعد او در رم ایتالیا و لوس آنجلس در ایالات متحده زندگی نمود. بعد از انقلاب سال ۵۷ بقیه خانواده او نیز از ایران مهاجرت کردند و در لوس آنجلس ساکن شدند. او هم در این زمان ایتالیا را ترک کرد و به ایالات متحده رفت. زندگینامه او در فیلمی توسط مرکز تاریخ شفاهی یهودیان نقش بسته‌است.
او در روز دهم مهرماه ۱۳۸۸ خورشیدی برابر با دوم اکتبر سال ۲۰۰۹ میلادی در شهر لس آنجلس درگذشت. معروف‌ترین اثر این نویسنده رمان تحصیل‌کرده‌ها است.

## ترجمه‌ها
در کتاب «تاریخ ترجمهٔ ادبی از فرانسه به فارسی»، دربارهٔ ترجمه‌های مشفق همدانی چنین آمده‌است: «مشفق همدانی سوای تألیفات بسیار، حدود سی و پنج عنوان اثر ترجمه‌شده در موضوعات ادبی، فلسفی، روان‌شناسی و جامعه‌شناسی در کارنامهٔ خود دارد، از جمله: نادرشاه از لارنس لاکهارت، آزردگان، ابله و برادران کارامازوف از فئودور داستایوسکی؛ مادام بوواری از گوستاو فلوبر، آنا کارنین (آنا کارنینا) لئو تولستوی، مانن لسکو از آنتوان فرانسوا پره‌وو، همسر جاویدان از ایروینگ استون.»